# Non son gelosa
Pour plus de détails, voir Fiche technique et Distribution.
Non son gelosa est un film italien réalisé par Carlo Ludovico Bragaglia sorti en 1933.
C'est le remake d'un film réalisé par Augusto Genina en 1932 et sorti en janvier 1933, intitulé Ne sois pas jalouse.

## Synopsis
Une femme jalouse suspecte son mari de la tromper et lui tend un piège en lui envoyant un billet doux, fixant un rendez-vous et signé par une femme anonyme. Elle se rend elle-même au rendez-vous afin de compromettre son mari, mais celui-ci flairant le piège envoie son ami.

## Fiche technique
- Titre : Non son gelosa
- Réalisation : Carlo Ludovico Bragaglia
- Scénario : Alessandro De Stefani, Aldo Vergano
- Production : Cines
- Décors : Gastone Medin
- Photographie : Carlo Montuori
- Montage : Fernando Tropea
- Musique : Casimir Oberfeld
- Durée : 74 min
- Date de sortie : 1933
- Pays de production :  Royaume d'Italie

## Distribution
- Marcella Albani : Lia Berti
- Nino Besozzi : Gianni Berti
- Luigi Almirante : Edoardo
- Laura Nucci :
- Rino De Benedetti :
- Giovanni Ferrari :
- Pina Renzi : Etta
- Giacomo Moschini : le mari d'Etta